# Stenkastning
- Vänster: Våldsmakare som kastar sten under upplopp.
- Höger: Bild ur Maciejowskibibeln som visar stenkastning från försvarsmur under 1200-talet.

Stenkastning och stenslungning innebär kast eller slungande av sten som vapenprojektil mot en person eller objekt som man ämnar vålla skada. Stenkastning sker genom handkraft medan stenslungning sker genom kastverktyg kallat slunga. Även mekaniska kastmaskiner förekommer historiskt, exempelvis belägringsvapen såsom blidan.
Stenkastning och stenslungning är historiskt några av de absolut vanligaste vapenmetoderna inom viltjakt och krigföring, men i modern tid förekommer de främst inom våldsbrott, speciellt inom kravaller.
I Sverige kan stenkastning rubriceras som 'skadegörelse', 'vållande till kroppsskada', eller om flera deltar, 'våldsamt upplopp'.[källa behövs]

## Historia
Stenar som kastvapen har troligen använts sedan innan människans begynnelse, då stenkastande beteende förekommer hos nära besläktade primater som schimpanser, bland annat inom agonistisk uppvisning. Även kastverktyg såsom slungan uppkom under förhistorisk tid och lär ha brukats som både jaktvapen och fältvapen.
Enkelheten kring kastande och överflödet av sten i naturen har gjort stenkastning till ett av de absolut vanligaste stridsmetoderna inom anfallskrig och försvarskrig genom historien, även till sjöss. Stenar omnämns frekvent i medeltida skrifter om vikingatida sjökrigföring, varav de kan ha varit den absoluta favoritprojektilen bland sjöstridande nordmän. En hårt kastad sten har god vapenverkan vid huvudträff och även mindre stenar kan skada tidigmedeltida stålhjälmar. Större stenar och bumlingar kan kastas med båda händerna på nära stridsavstånd, såsom från ett förhöjt värn eller mur, vilket är svårbemött även med en ordentlig sköld. Utöver handkastning förekommer även olika former av kastmaskiner historiskt, såsom katapulten och blidan, vilka är byggda för att slunga större stenar och block på avstånd.
I och med eldvapnens intåg i Europa under tidigmodern tid blev stenkastning mindre vanlig som stridstaktik, men sten förekom som projektil ända in i modern tid. Bland annat brukade franska armén fram till 1900-talet så (av tyskar) kallade "stenminor" eller "jordmörsare" (franska: fougasse), en stenbelagd sprängladdning anlagd i en snedgående jordhåla.
Utöver det militära har sten alltid förekommit som improviserat vapen hos den allmänna befolkningen, antingen som tillhygge eller som kastvapen.

## Bilder

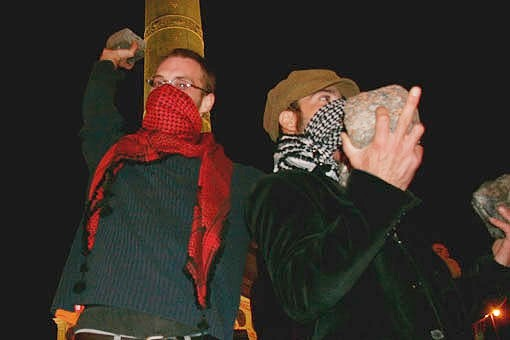
Våldsmakare beväpnade med gatstenar för kastning under kravaller i Frankrike 2007.
- Palestinier som slungar stenar mot Israeliska soldater.
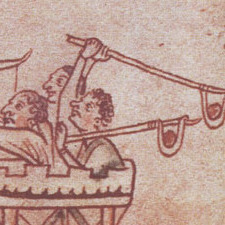
Medeltidstäckning av två stenslungare i ett torn.
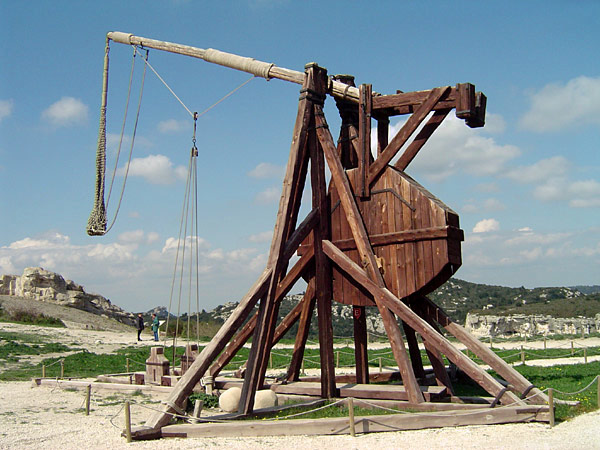
Blida i Château des Baux i Frankrike.

## Kastverktyg
- Blida (motviktsslunga, trébuchet)
- Katapult (kastmaskin)
- Slunga (handslunga)